# سیارک ۱۵۰۳۶
سیارک ۱۵۰۳۶ (به انگلیسی: 15036 Giovannianselmi، نامگذاری:1998WO5) پانزده هزار و سی و ششمین سیارک کشف شده‌است که در ۱۸ نوامبر ۱۹۹۸ کشف شد.
قدر مطلق سیارک برابر ۱۴٫۱۰ است.